# オーロラ・オーストラリス (書籍)

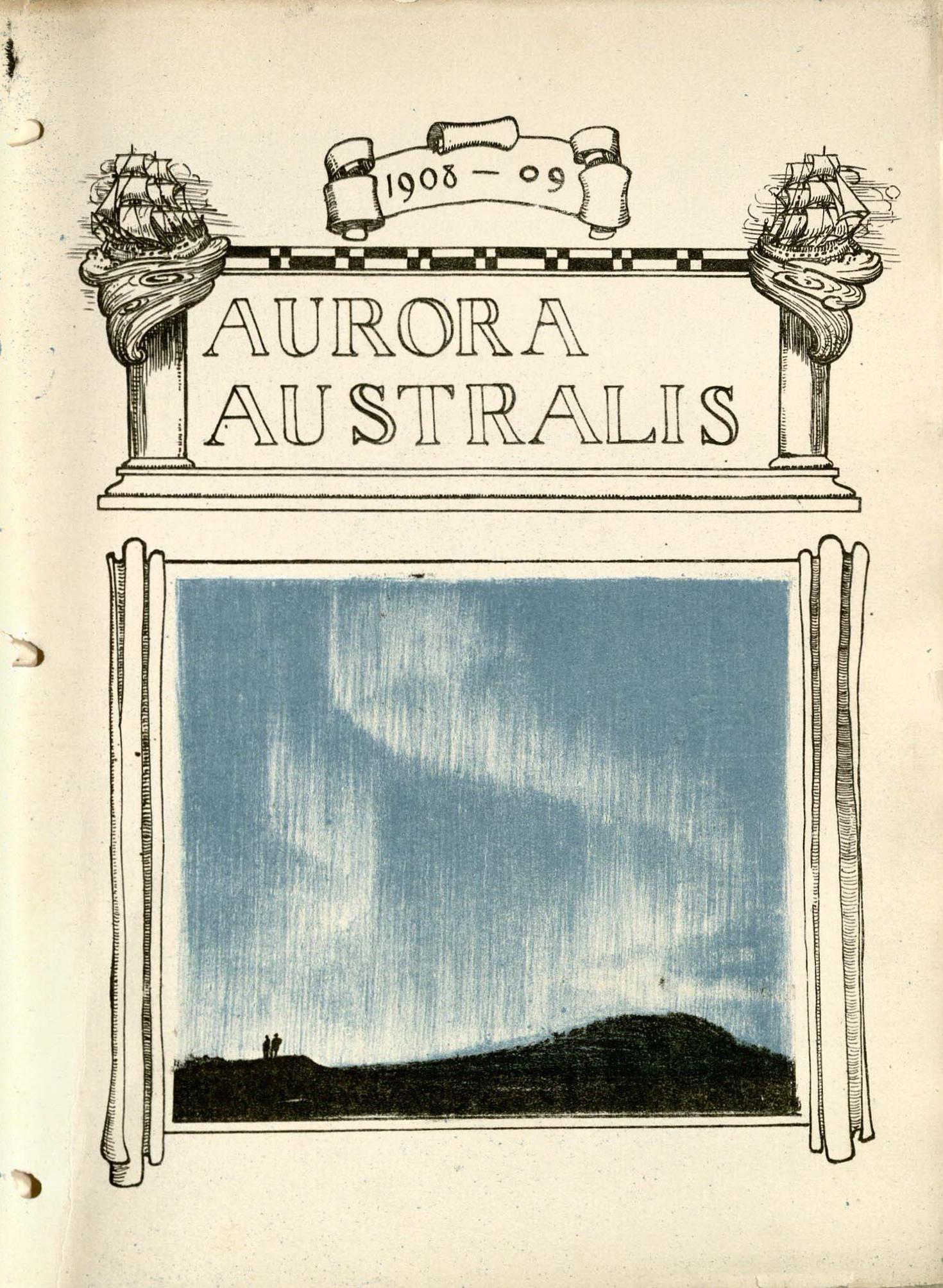
オーロラ・オーストラリスの表題紙

オーロラ・オーストラリス (Aurora Australis)は、史上初めて南極で書かれ、印刷され、図をつけられ、装丁された本である。

## 書籍詳細

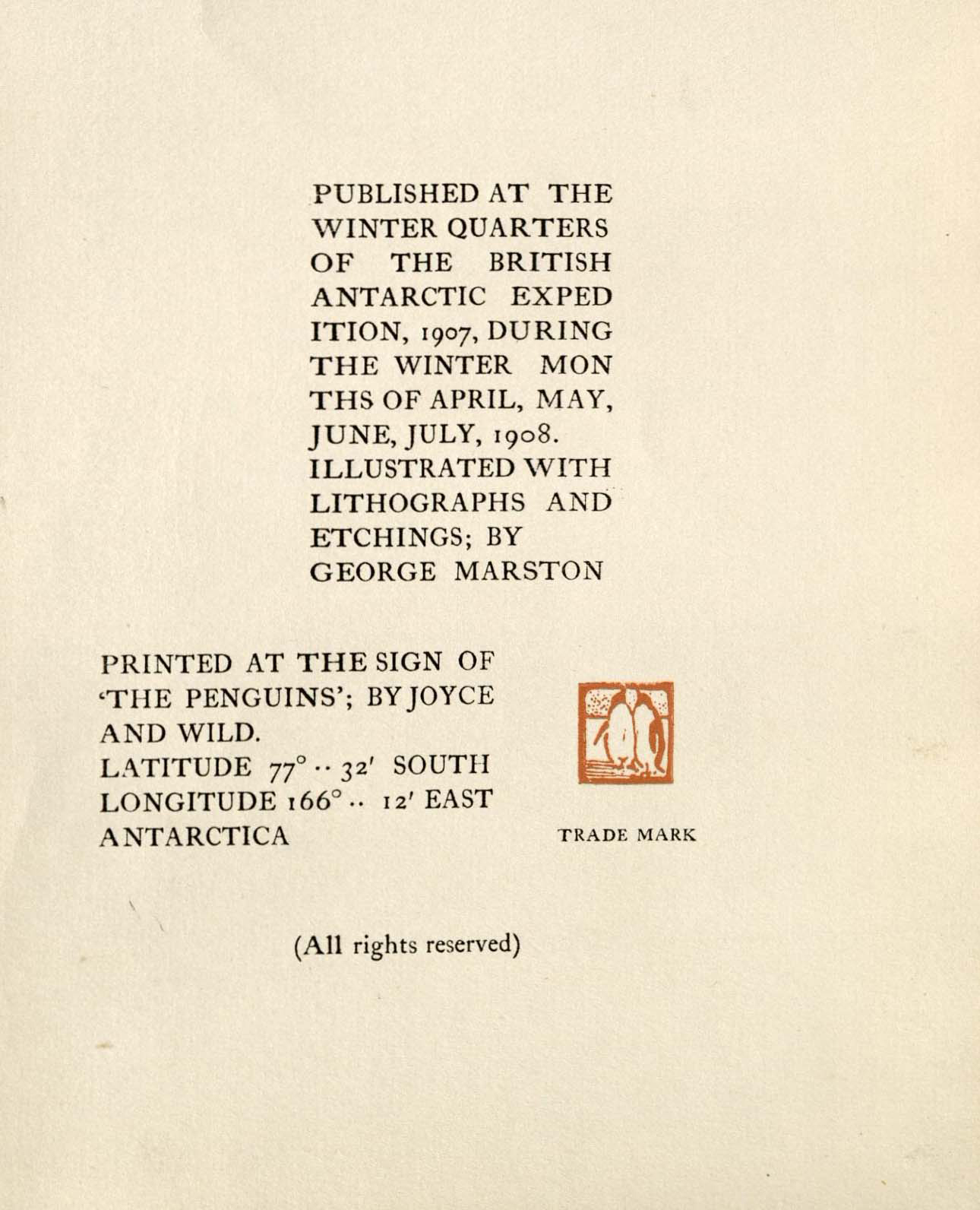
原典のオーロラ・オーストラリスの著作権表示

オーロラ・オーストラリスは、アーネスト・シャクルトン率いる大英帝国南極探検のニムロド遠征 (1908年–09年) の中で作られた。本は探検隊の隊員により制作され、シャクルトンにより編集され、George Marstonによりリトグラフとエッチングで図をつけられ、アーネスト・ジョイスとフランク・ワイルドにより印刷され、Bernard Dayにより装丁された。オーロラ・オーストラリスの作成は、マクマード湾にあるロス島のen:Cape Roydsで探検隊が越冬している間にシャクルトンが「'polar ennui'（極地のアンニュイ）として心に浮かぶ幻影を二度と出現させない」ために奨励した文化活動の一環であった。
オーロラ・オーストラリスは、複製した際に通し番号が振られなかった。このため、何冊制作されたのかはハッキリとは分かっていない。百冊作られたと信じられており、そのうちの70冊未満の本が確認されている。複製は大抵、物資を入れる木箱で作った板カバーの内側にあるoriginal stencilsにより判別・識別される:10。シャクルトンは元々、南極から帰還したら複製を売るつもりだった可能性があるがしかし、複製は探検隊の隊員に配られ、また他の友達や探検の支援者に贈られた。

## 挿絵

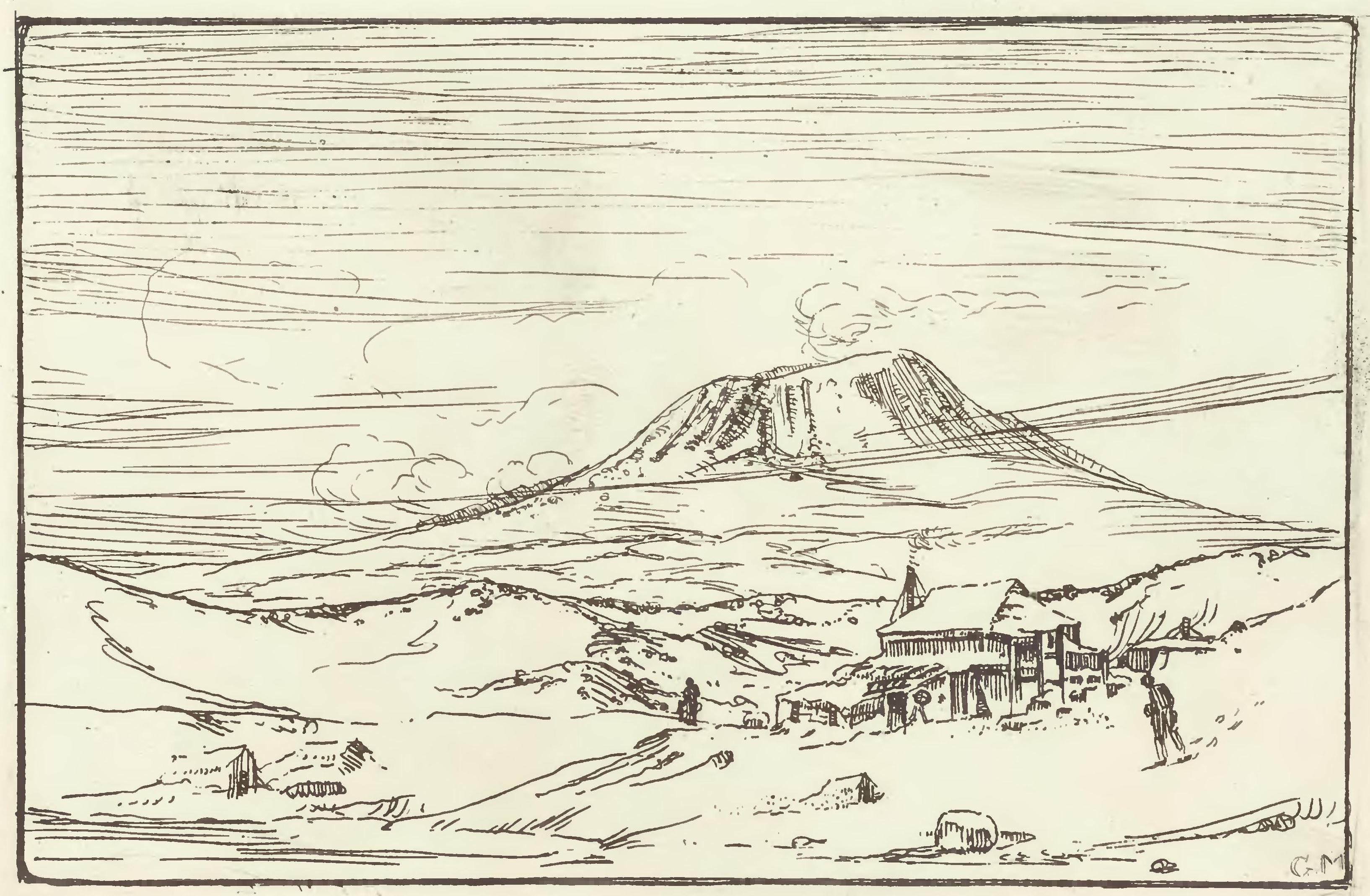
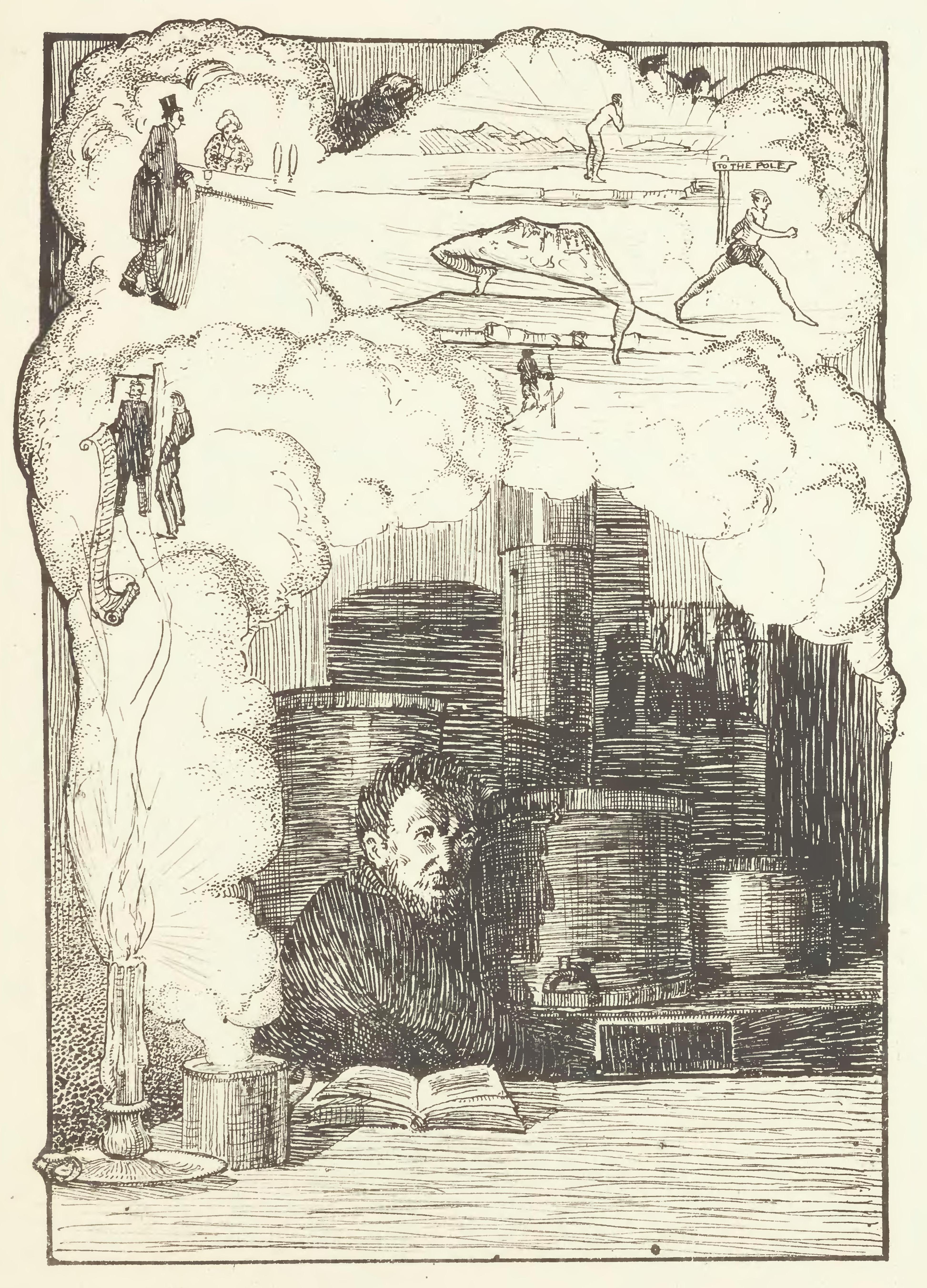
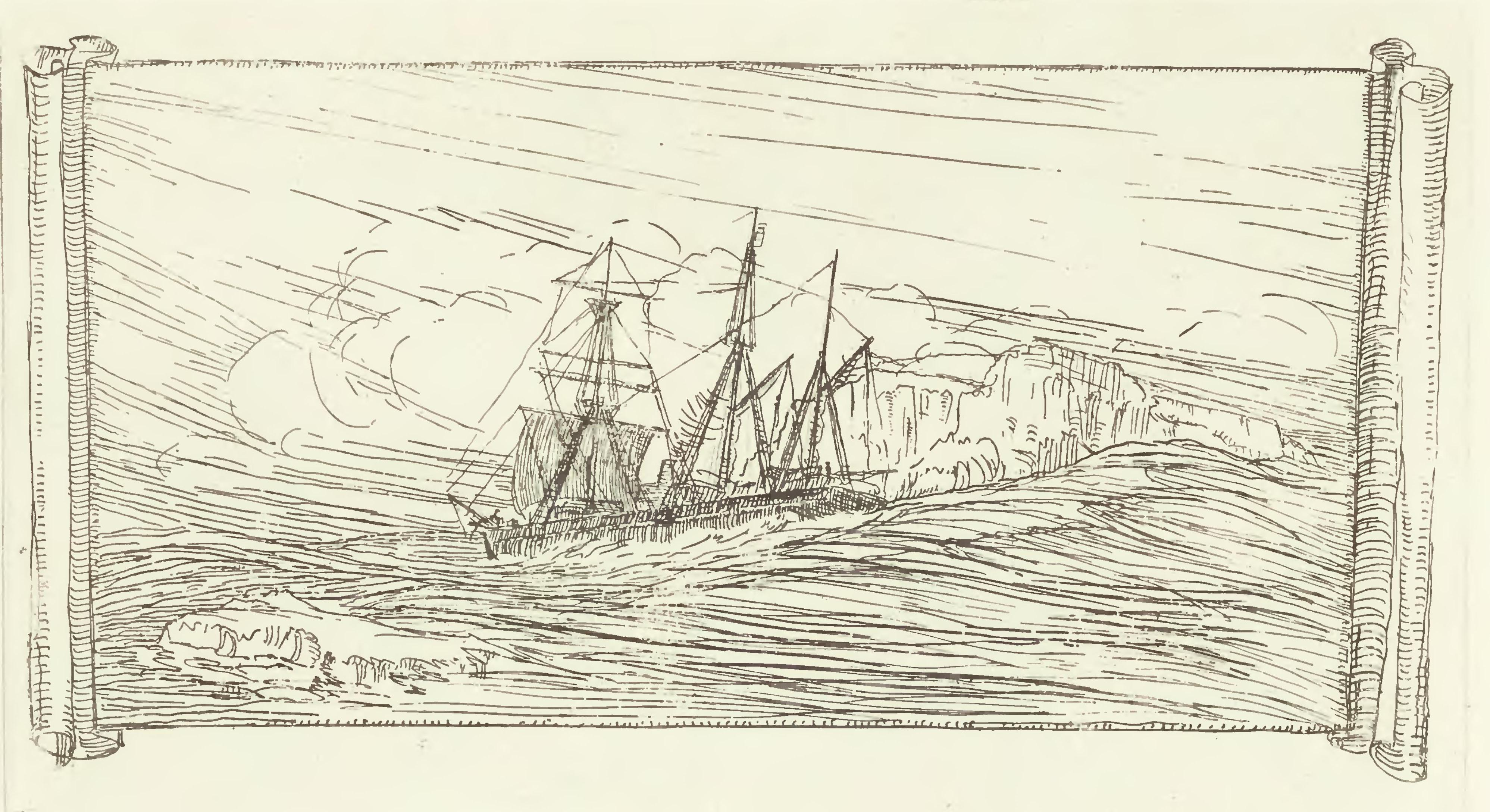
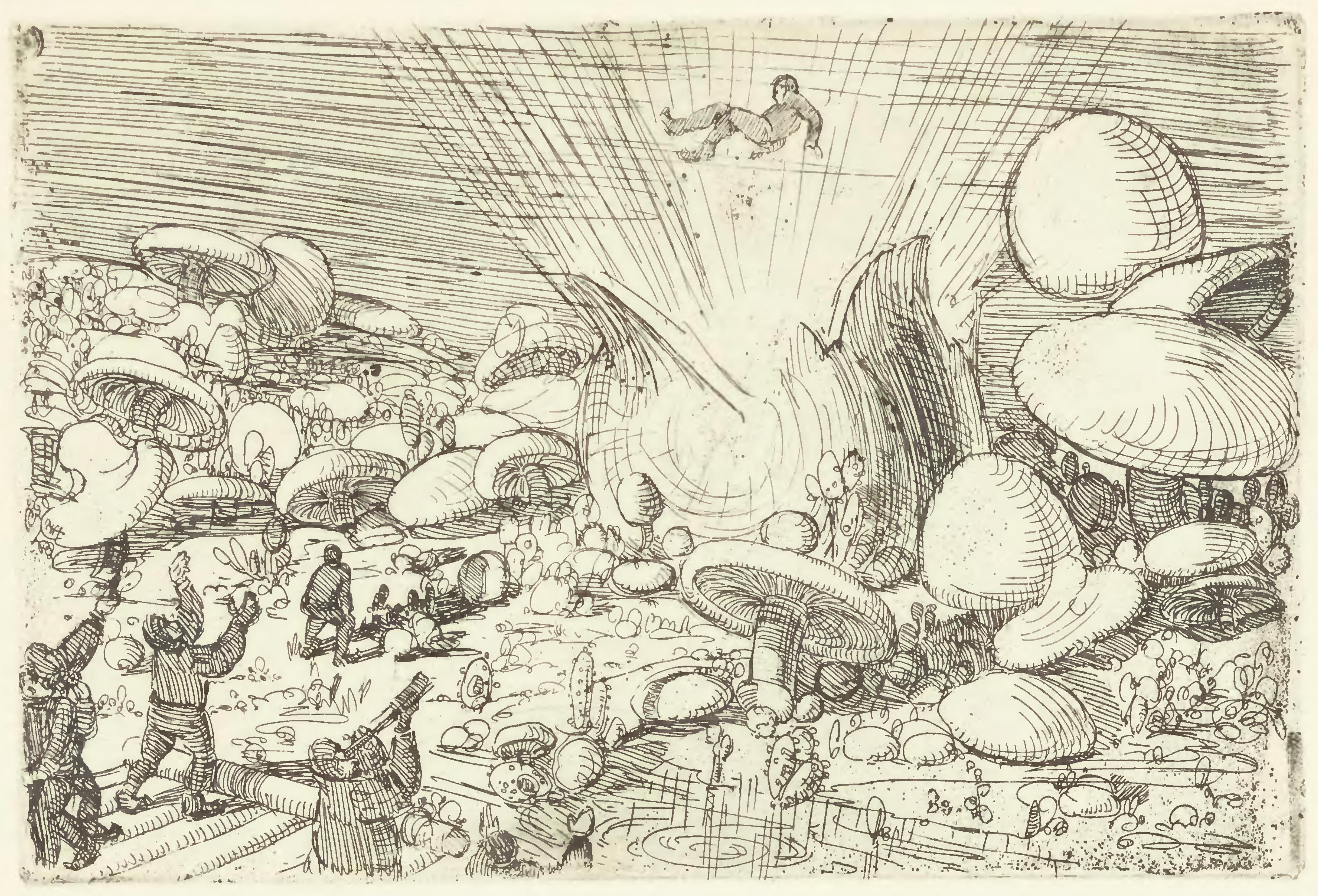

## 文献
- Mawer, Allen (March 2009). “Light in the South”. The National Library Magazine 1 (1):  8–11 2011年1月18日閲覧。.
- アーネスト・シャクルトン. (1986). Aurora Australis. Paradigm Press. ISBN 978-0-948285-07-3
- アーネスト・シャクルトン. (1999). The Heart of the Antarctic: Being the Story of the British Antarctic Expedition, 1907-1909. Carroll & Graf. ISBN 0-7867-0684-8